# 楊喜
楊 喜（よう き、? - 紀元前168年）は、前漢の軍人。字は幼羅。号は徳嘉。内史寧秦県の人。

## 略歴
高祖2年（紀元前205年）、楊喜は杜県で劉邦に従い、郎中騎都尉として仕え、はじめ韓信の麾下にいた。
高祖5年（紀元前202年）、垓下の戦いでは、郎中騎将として灌嬰の麾下で、敗走する項羽を追撃。追撃中、目を怒らせた項羽の叱声を浴び、人馬もろとも驚き、数里も退却した逸話がある。しかし、気を取り直して、再度追撃し、自刎した項羽の遺体の一部を得た。その功により、高祖7年（紀元前200年）に楊喜は1900戸を領する赤泉侯に封じられた。なお、同じく項羽の遺体の一部を得た王翳は杜衍侯に、呂馬童は中水侯に、呂勝は涅陽侯に、楊武は呉防侯にそれぞれ封じられている。
恵帝元年（紀元前194年）、恵帝から爵位を剥奪されるが、翌年には、再び赤泉侯に封じられる。
文帝前12年（紀元前168年）に死去し、荘侯の諡号が贈られた。

## 子孫
- 子は楊敷。孫は楊毋害。楊毋害の過失により、爵位を失う。
- 楊毋害の孫の楊孟嘗は、宣帝の興滅継絶の恩典に浴しし、赤泉侯に封じられる。
- 曾孫は安平侯楊敞（司馬遷の娘の夫、昭帝のときの丞相）で、その玄孫は楊震。